# Saint-Laurent-de-Céris
 Saint-Laurent-de-Céris  là một xã ở tỉnh Charente phía tây nước Pháp. Xã này có diện tích 29,89 km², dân số năm 1999 là 746 người. Khu vực này có độ cao trung bình 190 mét trên mực nước biển.